# Павел Чмовш
Павел Чмовш (чеськ. Pavel Čmovš; нар. 29 червня 1990, Пльзень) — чеський футболіст, що грав на позиції захисника.

## Клубна кар'єра
Народився 29 червня 1990 року в місті Пльзень. Вихованець юнацьких команд футбольних клубів «Вікторія» (Пльзень) та «Славія», але на дорослому рівні у Чехії так і не дебютував.
У липні 2010 року вирушив на перегляд до нідерландського клубу «Неймеген», з яким незабаром підписав однорічний контракт із можливістю продовження ще на два сезони. Відразу після укладання контракту вирішено віддати Павла в оренду на один сезон до клубу Ерстедивізі «Вендам». Протягом усього сезону чех був основним гравцем оборони команди Юпа Галла і зіграв у 33 матчах другого дивізіону сезону 2010/11 і забив 2 голи.
Повернувшись влітку назад до «Неймегена», Чмовш розпочав сезон 2011/12 як гравець стартового складу. Його дебют в Ередівізі відбувся 6 серпня в матчі з «Геренвеном» (2:2). Всього провів за команду за наступні два з половиною роки 51 матч чемпіонату.
28 січня 2014 року підписав 2,5-річний контракт з болгарським «Левські». Втім, основним гравцем Павел не став, зігравши лише 8 ігор до кінця сезону, через що в липні Павло розірвав з клубом контракт.
Влітку 2014 року він виїхав до новоствореної індійської Суперліги, де був задрафтований клубом «Мумбаї Сіті» у 4 раунді.
У січні 2015 року, після закінчення Суперліги, він підписав 6-місячний контракт з румунським «Рапідом» (Бухарест), який вилетів до Вищої ліги Румунії. Після закінчення сезону 2015/16 він повернувся до Індії, де знову зіграв за «Мумбаї Сіті» у другому розіграші Суперліги.
2 лютого 2016 року перейшов до чеського клубу «Млада Болеслав», підписавши з клубом контракт до літа 2018 року. Чмовш дебютував у чемпіонаті Чехії 21 лютого 2016 року в матчі проти празької «Спарти» (0:2), зігравши другий тайм. Саме з цією командою Павел виграв свій перший і єдиний титул, здобувши Кубок Чехії у 2016 році. 
2018 року уклав контракт з клубом «Тепліце», у складі якого провів наступні два роки своєї кар'єри гравця. Більшість часу, проведеного у складі «Тепліце», був основним гравцем захисту команди.
2020 року Чмовш знову відправився за кордон, де грав за кіпрські клуби «Неа Саламіна» і ПАЕЕК, словацьке «Погроньє», румунську «Академіку» (Клінчень) та австрійський «Амальєндорф».
Влітку 2023 року повернувся на батьківщину і став гравцем нижчолігового клубу «Бенешов».

## Виступи за збірні
2006 року дебютував у складі юнацької збірної Чехії (U-17), загалом на юнацькому рівні взяв участь у 15 іграх.
Протягом 2011—2012 років залучався до складу молодіжної збірної Чехії. На молодіжному рівні зіграв у 10 офіційних матчах.

## Титули і досягнення
- Володар Кубка Чехії (1):

«Млада Болеслав»: 2015/16